# Richard Bayer
Richard Bayer (* 26. května 1969) je český hokejista.
Richard Bayer je odchovancem Škody Plzeň. Reprezentoval Československo v juniorských kategoriích, v roce 1987 startoval na ME do 18 let, kde získal stříbrnou medaili. Po vojně v Litoměřicích naskočil do sestavy ligové Plzně a sehrál v ní tři sezóny. Klubově nejúspěšnější byla ta druhá, 1991–1992. Tehdy měl R. Bayer velmi dobrý start do soutěže, a klub ho pak uvolnil do nižší švýcarské soutěže. Plzeň pak na jaře hrála finále play-off, o které však hráč přišel. V létě 1992 se do kádru Plzně vrátil, ale nijak neodvrátil velmi špatnou sezónu 1992–1993, kdy Plzeň skončila v posledním ročníku Federální hokejové ligy až na posledním, 14. místě. Jeho extraligové statistiky se tak zastavily na hodnotách 3 sezóny, 102 odehraných utkání, 19 branek a 28 asistencí.